# جون باكستر (لاعب كرة قدم)
جون باكستر (بالإنجليزية: John Baxter)‏ (15 أكتوبر 1936 بإدنبرة في المملكة المتحدة - 12 ديسمبر 2014 بإدنبرة في المملكة المتحدة) هو لاعب كرة قدم بريطاني في مركز جناح ‏. شارك مع منتخب اسكتلندا تحت 21 سنة لكرة القدم. أما مع النوادي، فقد لعب مع نادي فالكيرك ونادي هيبرنيان ونادي كلايدبانك ‏.

## وصلات خارجية
- جون باكستر على موقع قاعدة بيانات كرة القدم.إي يو (الإنجليزية)